# Búnquers de Morassac
Els Búnquers de Morassac són una obra del municipi de Peralada (Alt Empordà) inclosa en l'Inventari del Patrimoni Arquitectònic de Catalunya.

## Descripció
Situat al nord-oest del nucli urbà de la població de Peralada, a escassa distància del veïnat del Morassac, a tocar la carretera GIP-6021.
Búnquer o casamata de grans dimensions, actualment ampliat i rehabilitat com a habitatge. Presenta una planta més o menys rectangular i es troba mig soterrat, amb els paraments laterals coberts per dos talussos de terra i la coberta plana. La construcció presenta dues grans obertures rectangulars, un gran portal d'accés i una finestra, actualment reconvertides en vidrieres. La finestra presenta un camuflatge de pedres lligades amb morter. L'interior presenta un paviment de rajoles vidrades marrons actual. La construcció és bastida amb formigó, amb restes de l'encofrat utilitzat per bastir-lo. A la part posterior s'hi ha construït una zona d'esbarjo amb taula i bancs d'obra, i unes graelles per coure. Alguns dels paraments exteriors han estat pintats.

## Història
Construcció militar portada a terme per l'organisme franquista denominat "Servicio Militar de Construcción". Aquestes fortificacions pertanyen a l'extensa i àmplia xarxa de búnquers i nius de metralladora, bastides entre els anys 1940-45, que s'estén tot al llarg de les terres properes a la frontera i al litoral nord de l'Empordà. Aquesta va ser nomenada "linea P" o "linea Peréz", encara que també és coneguda com a "línia Gutierrez", potser pel fet que el coronel d'enginyer Manuel Duelo Gutiérrez, va participar en una reunió relativa a la fortificació d'aquesta línia.
Realment, l'origen del nom ve donat per la posició geogràfica de la línia en qüestió que abastava tota la part del Pirineus, d'aquí que s'anomenés P. Totes aquestes construccions foren bastides després d'acabar-se la guerra del 1936-39 pels serveis de l'exèrcit del govern dictatorial, en resposta a una possible invasió procedent de França.
L'any 1985 es va decidir suprimir els regiments de defensa i desmantellar les bateries.